# Luftverkehrsgesetz
Das Luftverkehrsgesetz (LuftVG) ist die zentrale Rechtsquelle des Luftfahrtrechts in Deutschland. Es beinhaltet Regelungen zu den folgenden Themenbereichen:
- Erster Abschnitt
  - Luftfahrzeuge und Luftfahrtpersonal
  - Flugplätze
  - Luftfahrtunternehmen und -veranstaltungen
  - Verkehrsvorschriften
  - Flughafenkoordinierung, Flugsicherung und Flugwetterdienst
  - Vorzeitige Besitzeinweisung und Enteignung
  - Gemeinsame Vorschriften
- Zweiter Abschnitt
  - Haftung für Personen und Sachen, die nicht im Luftfahrzeug befördert werden
  - Haftung für Personen und Gepäck, die im Luftfahrzeug befördert werden; Haftung für verspätete Beförderung
  - Weitere Haftungsfragen, unter anderem auch für militärische Luftfahrzeuge
  - Schlichtung
- Dritter Abschnitt
  - Straf- und Bußgeldvorschriften
- Vierter Abschnitt
  - Luftfahrtdateien (Luftfahrzeugrolle, Luftsportgeräteverzeichnis)
- Fünfter Abschnitt
  - Übergangsregelungen

## Geschichte
Die erste Fassung stammt vom 1. August 1922. Eine wesentliche Neufassung erfolgte dann erst zum 4. November 1968, doch bereits drei Jahre danach gab es durch das Gesetz zum Schutz gegen Fluglärm die ersten Änderungen. Nach dem Montrealer Übereinkommen von 1999 erfolgten weitere Anpassungen, z. B. im Jahr 2010 hinsichtlich der Haftungsgrenzen.